# 国鉄タ1000形貨車
国鉄タ1000形貨車（こくてつタ1000がたかしゃ）は、かつて日本国有鉄道（国鉄）およびその前身である鉄道省等に在籍した私有貨車（タンク車）である。
本形式より改造され別形式となったタ11000形、タム5400形についても本項目で解説する。

## タ1000形
タ1000形は、1928年（昭和3年）の車両称号規程改正により、1922年（大正11年）から1925年（大正14年）にかけて製造されたア1640形11両（タ1000 - タ1010）、ア1680形10両（ア1680 - ア1689→タ1011 - タ1020）およびア2070形7両（ア2070 - ア2076→タ1021 - タ1027）の合計28両（タ1000 - タ1027）を改番し誕生した形式である。改番以降も増備は続き1952年（昭和27年）2月7日までに、14両（タ1028 - タ1037、タ1044 - タ1047）が落成した。これらの車両も全て他形式からの改造または戦災復旧車であった。またなぜかタ1038 - タ1043は飛び番である。様々な形式をまとめた形式なので車体寸法、荷重、専用種別などは車両により様々である。
車両称号規程改正時点での所有者は紐育スタンダード石油、三井鉱山の2社であった。
車体色は黒色、寸法関係は一例として全長は7,177 mm、全幅は2,134 mm、全高は3,124 mm、軸距は3,353 mm、実容積は12.5 m3、自重は8.5 t - 9.3 t、換算両数は積車2.0、空車0.8、走り装置はシュー式の二軸車で、最高運転速度は65 km/hであった。
1977年（昭和52年）8月26日に最後まで在籍した1両（タ1034）が廃車となり、同時に形式消滅となった。

## タ11000形
タ11000形は石油類専用の11 t 積み私有貨車（タンク車）である。
当初タ1000形の軸ばね支持装置は一段リンク式であったが、貨物列車の最高速度引き上げが行われた1968年（昭和43年）10月1日ダイヤ改正対応のため、大半の車は二段リンク式に改造したが、北海道地区ではスピードアップが見送られたため、二段リンク化の対象外となった車両が2両（タ1036,タ1037→ロタ11036,ロタ11037）残り、区別のため別形式（タ11000形）とした。車番は現番号に「10000」を加える形となった。改造内容は標記類の書き換え以外何もなく、むしろ本形式の方が本来のタ1000形ともいえる。
識別のため記号に「ロ」を丸で囲んだ通称マルロが追加され「ロタ」となり黄色（黄1号）の帯を巻いている。タンク体には同色で「道外禁止」と標記された。
所有者は出光興産であり、その常備駅は雄別埠頭駅（1970年（昭和45年）2月12日北埠頭駅に改称）であった。
塗色は、黒であり黄色（黄1号）の帯を巻いている。全長は7,348 mm、実容積は12.5 m3、自重は8.4 t、換算両数は積車2.6、空車1.0、最高運転速度は65 km/h、車軸は12 t 長軸であった。
1972年（昭和47年）4月25日に2両そろって廃車となり、同時に形式消滅となった。

## タム5400形
1952年（昭和27年）10月31日にタ1000形より1両（タ1047→タム5400）が専用種別変更（ベンゾール→トリクレン）され形式は新形式であるタム5400形とされた。
本形式の他にトリクレンを専用種別とする形式は、他に例がなく唯一の存在であった。
所有者は日米石油であり、その常備駅は氷見線の伏木駅であった。
塗色は黒であり、寸法関係は全長は7,748 mm、実容積は11.0 m3、自重は10.0 t、換算両数は積車2.6、空車1.0、最高運転速度は65 km/h、車軸は12 t長軸であった。
1977年（昭和52年）12月26日に廃車となり、同時に形式消滅となった。